# Wilhelm Groos (Jurist)
Wilhelm Groos (* 23. Mai 1849 in Berlin; † 28. Mai 1934 in Pforzheim) war ein deutscher Jurist. Er stand ab 1873 im badischen im Staatsdienst und war Amtsvorstand, vergleichbar mit einem heutigen Landrat.

## Familie
Wilhelm Groos war der Sohn von Karl Mathias Groos, Bijouteriefabrikant in Pforzheim, und der Sophie geborene Kämpf. Er heiratete am 26. August 1878 Luise geborene von Stoesser (* 27. September 1855; † 17. März 1926), Tochter des Franz Ludwig von Stoesser († 26. Februar 1901 in Freiburg im Breisgau), wirklicher Geheimrat und Präsident des Evangelischen Oberkirchenrats. Aus dieser Ehe entstammen fünf Kinder: Hedwig (* 15. März 1879), Hilde (* 30. Mai 1883), Herta (* 29. Juni 1885), Gertrud (* 3. August 1887) und Irmgard (* 6. Juni 1895).

## Ausbildung
Groos besuchte bis 1861 das Pädagogium Pforzheim und danach von 1861 bis 1863 das Lyzeum in Stuttgart. Von 1863 bis 1867 besuchte er das Lyzeum Karlsruhe, wo er 1867 das Abitur ablegte. Zunächst studierte er ab dem Wintersemester 1868/69 Rechtswissenschaften an der Universität Heidelberg, vom Sommersemester 1869 bis zum Wintersemester 1869/70 an der Universität Leipzig, danach vom Sommersemester 1870 bis zum Sommersemester 1871 an der Universität Berlin, um schließlich im Wintersemester 1871/72 sein Studium mit der Promotion zum Dr. iur. (cum laude) an der Universität Heidelberg abzuschließen.

## Laufbahn
Am 8. Februar 1873 wird er Volontär beim Amtsgericht Karlsruhe und am 15. September bis 20. Oktober 1873 Aushilfe beim Kreis- und Hofgericht und danach bei der Staatsanwaltschaft Mannheim. Am 16. Januar 1874 wurde er Volontär im Sekretariat beim Kreis- und Hofgericht Mannheim und danach beim Bezirksamt Heidelberg.
Weitere Stationen seines beruflichen Werdegangs:
- 1. Februar 1876 Aushilfe bei der Staatsanwaltschaft Konstanz
- 15. Juli 1876 Gehilfe bei der Staatsanwaltschaft Karlsruhe und danach im Sekretariat des Innern
- 14. Juli 1877 Amtmann beim Bezirksamt Freiburg
- 19. Januar Amtmann beim Bezirksamt Bruchsal
- 27. Juni 1882 Amtsvorstand beim Bezirksamt St. Blasien und dort am 24. April 1884 zum Oberamtmann befördert
- 5. April 1888 Oberamtmann beim Bezirksamt Bretten
- 29. März Oberamtmann beim Bezirksamt Überlingen
- 25. August 1896 zum Geheimen Regierungsrat ernannt
- 8. März 1900 Amtsvorstand beim Bezirksamt Bruchsal
- 17. Juli 1902 Amtsvorstand beim Bezirksamt Konstanz
- 12. Juni 1911 Kollegialmitglied beim Verwaltungshof Karlsruhe
- 1. Oktober 1914 in den Ruhestand versetzt und zum Geheimen Oberregierungsrat ernannt, blieb aber infolge des Ersten Weltkrieges bis zum 1. November 1919 im Dienst

## Militärdienst
1870/71 Einjährig-Freiwilliger beim 6. Badischen Infanterie-Regiment Nr. 114
und Teilnahme am Deutsch-Französischen Krieg 1870/1871. Belagerung von Stensberg und Schlettstadt, wegen erlittener Kriegsverletzung Halbinvalide.

## Mitgliedschaften
- 1867: Mitglied der Burschenschaft Allemannia Heidelberg[1]
- 1909: Mitglied der Diözesan- und Landessynode
- 1933: Mitglied im Alldeutschen Verband
- Mitglied des Vorstandes des Badischen Hauptverbandes der Gustav-Adolf-Stiftung
- Mitglied des Hauptvorstandes des Vereins zur Erhaltung des Deutschtums im Ausland

## Auszeichnungen
- 1871: Badische Felddienstauszeichnung
- 1871: Deutsche Kriegsgedenkmünze für Kombattanten und Nichtkombattanten für 1870/71
- 1891: Ritterkreuz des Zähringer Löwen-Ordens
- 1900:  Ritterkreuz mit Eichenlaub des Zähringer Löwen-Ordens
- 1897: Badische Jubiläumsmedaille
- um 1900: Preußische Jubiläumsmedaille zum 100jährigen Geburtstag Kaiser Wilhelm I.
- 1906: Ritterkreuz des badischen Ordens Bertholds des Ersten
- 1916: Badisches Kriegsverdienstkreuz
- 1920ff. mehrere Auszeichnungen des Vereins für das Deutschtum im Ausland (VDA), z. B. 1929 Goldene Ehrennadel des VDA

## Schriften
- Wanderfahrten durch die Niederlande und längs der Sprachgrenze in Belgien und Luxemburg (Nationale Reiseführer Nr. 3, hrsg. vom Landesverband  Baden des Deutschen Schulvereins), Freiburg 1902
- Wanderfahrten längs der Sprachgrenzen in der Schweiz (Nationaler Reiseführer), Berlin 1908 (Schriften des Allgemeinen Deutschen Schulvereins zur Erhaltung des Deutschtums im Ausland, Heft 6)
- Geschichte des Reserve-Feldartillerie-Regiments Nr. 66 im Weltkriege, Oldenburg 1927 (Erinnerungsblätter deutscher Regimenter. Truppenteile des ehemaligen preußischen Kontingents, Bd. 204)
- verschiedene Aufsätze in Der Auslandsdeutsche